# Groei (film)
Groei is een Nederlandse korte film uit 2016 die is gemaakt in het kader van de serie Kort! 16. 

## Plot
Als ware het gefilmd in een shot toont de film de gebeurtenissen van een gezin over de periode van twee decennia. Terwijl hun rijkdom toeneemt en hun huis zich uitbreidt, groeien de gezinsleden uit elkaar. De film bevat nauwelijks dialoog.